# Ю́
Cette page contient des caractères spéciaux ou non latins. S’ils s’affichent mal (▯, ?, etc.), consultez la page d’aide Unicode.
Le iou accent aigu (capitale Ю́, minuscule ю́) est une lettre de l'alphabet cyrillique utilisée dans certaines langues comme le biélorusse, le kirghize, le russe, ou le rusyn lorsque l’intonation est indiquée à l’aide de l’accent aigu.

## Utilisations
Le Ю́ est utilisé en russe lorsque l’intonation d’une syllabe est indiquée sur la voyelle Ю.

## Représentation informatique
Le iou accent aigu peut être représenté avec les caractères Unicode suivants :
- décomposé (cyrillique, diacritiques[1]) :

| formes    | représentations | chaînes de caractères | points de code | descriptions                                            |
| --------- | --------------- | --------------------- | -------------- | ------------------------------------------------------- |
| capitale  | Ю́               | Ю◌́                    | U+042E U+0301  | lettre majuscule cyrillique iou diacritique accent aigu |
| minuscule | ю́               | ю◌́                    | U+044E U+0301  | lettre minuscule cyrillique iou diacritique accent aigu |